# San Ignacio Guazú

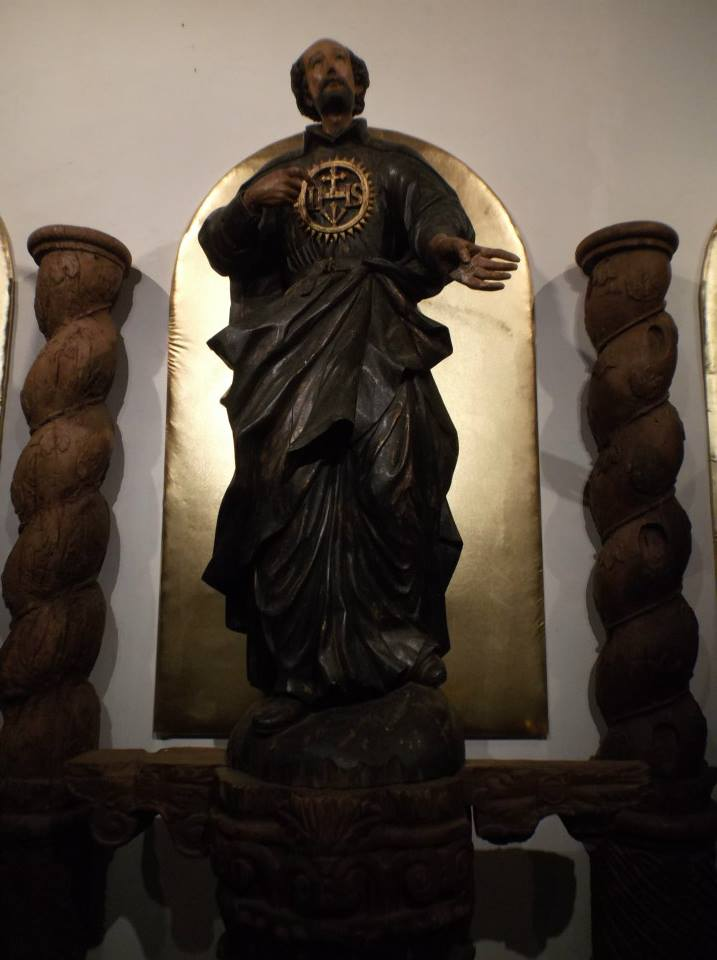
Estatua de San Ignacio de Loyola en el Museo Diocesano de Arte Jesuítico-Guaraní.

San Ignacio Guazú es una ciudad y municipio de Paraguay situada en el Departamento de Misiones y a 225 km de la capital de Paraguay, Asunción. Es conocida como «Capital del Barroco Hispano-Guaraní» por la riqueza de su patrimonio arquitectónico y cultural, y debido a su ubicación estratégica en el centro de los tres departamentos del sur del país: Itapúa, Misiones y Ñeembucú. Con una población de 29 430 habitantes en 2022, es la ciudad más poblada y de mayor crecimiento demográfico en el departamento de Misiones.

## Historia
La ciudad de San Ignacio Guazú fue fundada el 29 de diciembre de 1609 en el Departamento de Misiones por los sacerdotes jesuitas Marcial de Lorenzana y Francisco de San Martín, acompañados por el cacique Arapysandú. Esta misión jesuítica fue oficialmente establecida en 1610 bajo el nombre de San Ignacio Guazú, con el fin de distinguirla de San Ignacio Miní, ubicada en la provincia de Misiones, Argentina.
En febrero de 1610, el padre Roque González de Santa Cruz organizó la fundación y convirtió a San Ignacio en el centro de las reducciones jesuíticas de las Misiones en Paraguay. Desde San Ignacio, los jesuitas partieron para fundar otros pueblos, como Santa Rosa, Santiago, Santa María, San Cosme y Damián, incluso Encarnación y otras localidades.
Originalmente, San Ignacio se ubicaba en la actual Santa Rita, pero luego se trasladó a Santiago y finalmente a su ubicación actual. La ciudad experimentó un período de migración y cambio de ubicación. Los primeros pobladores de San Ignacio, los indígenas, aprendieron diversas artes y habilidades de los maestros europeos que los acompañaban en la misión.

### San Ignacio Guazú: «Cuna del Balompié Mundial»
A finales de 2017, San Ignacio Guazú fue oficialmente declarada la «Cuna del Balompié Mundial» por la Junta Municipal, que ratificó la ordenanza por la cual se reconoce su histórica contribución al origen del fútbol. La medida fue aprobada por mayoría, con nueve concejales a favor y dos en contra. El manga ñembosarái era un juego que consistía en el uso de los pies para manipular una pelota de látex natural (manga), una tradición que se desarrollaba especialmente durante los tiempos libres después de la misa en las reducciones. A través de diversas investigaciones históricas, que incluyen documentos bibliográficos y testimonios, se ha establecido que este juego es una de las bases del fútbol tal como se conoce hoy. Como parte de esta ratificación, se ordenó que todas las instituciones públicas y privadas de San Ignacio Guazú utilicen la denominación «Cuna del Balompié Mundial» en sus membretes oficiales. Además, se decidió construir un monumento conmemorativo en el casco histórico de la ciudad en honor a los guaraníes, considerados los inventores de este deporte. También se estableció que las selecciones deportivas locales lleven impresa esta denominación en sus uniformes.

## Geografía

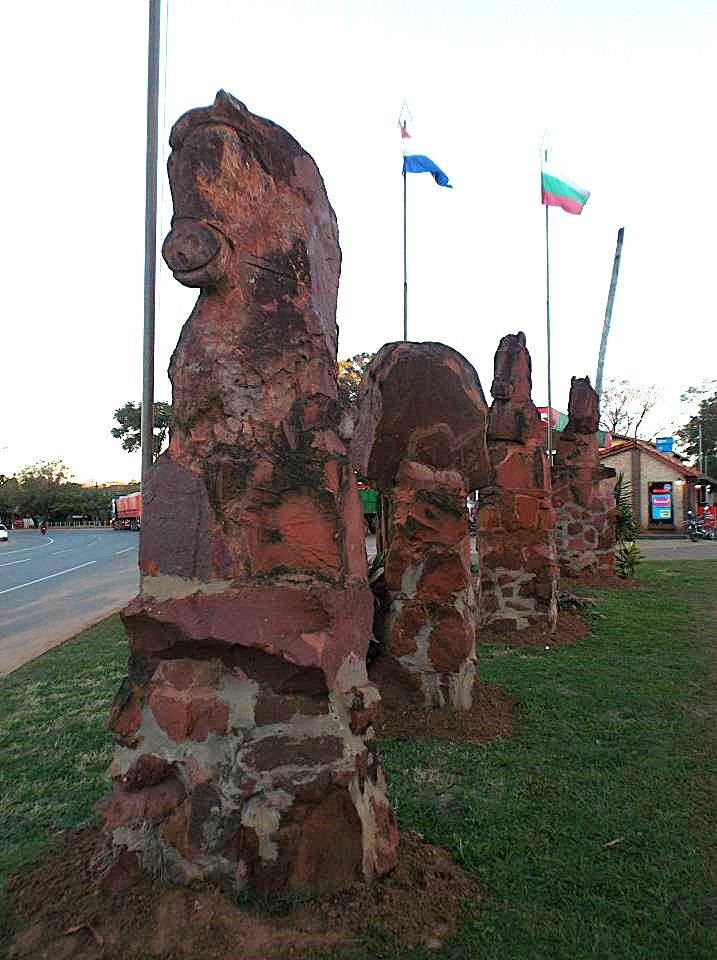
Las esculturas Caballería Misionera o Caballería del 70, talladas en piedra por Koki Ruiz, están ubicadas en la rotonda de intersección entre las rutas PY01 y PY04, en San Ignacio Guazú.

San Ignacio Guazú se sitúa a 226 kilómetros al sur de la ciudad de Asunción. Su localización estratégica la posiciona como un nodo vial relevante, al ser atravesada por la Ruta Nacional PY01 y constituir el punto de inicio de la Ruta Nacional PY04, que conecta el distrito con la ciudad de Pilar, capital del Departamento de Ñeembucú. El clima de la región es subtropical, con una temperatura media anual de aproximadamente 21 °C. Durante el verano, las temperaturas pueden alcanzar máximas de hasta 39 °C, mientras que en invierno se registran mínimas cercanas a los 0 °C.
Divisiones
La zona urbana del distrito de San Ignacio se divide en los siguientes barrios:
- San José
- Santo Ángel
- María Auxiliadora
- San Francisco
- Loma Clavel
- Virgen de Lourdes
- San Salvador
- San Vicente
- San Roque
- Resistencia
- Villa Universitaria
- Villa Primaveral
- Cristo Rey
- San Rafael
- San Isidro

La zona rural del distrito de San Ignacio se divide en las siguientes compañías:
- Tañarandy
- San Javier
- San Juan Potrero
- San Blas Norte
- Santa María-mi
- Costa Pirú
- Costa Pucú
- San Pablo
- Loma Pyta
- San Benito
- Ñemi
- Guasú rapé
- Santa Rita
- Martín Rolón
- Santa Teresita
- Rosado Tuyá
- Abay
- Santo Domingo
- Meza Cué
- Cajes Cué
- Ñangapé
- Colonia Uruguaya
- Colonia Reinfeld
- Primero de Noviembre
- Arroyo Verde
- San Antonio
- Tahyi Ty
- San Miguel
- Héctor Cué
- San Blas Sur
- Capiatí
- Ka'a Ybaté

## Demografía
Según el Censo Nacional de Población y Vivienda de Paraguay de 2022, San Ignacio Guazú cuenta con una población de 29 430 habitantes, lo que la posiciona como el municipio más poblado del Departamento de Misiones y el 39.º a nivel nacional. Con una superficie de 1.527 km², la densidad poblacional es de aproximadamente 19,27 habitantes por km² .
En las cercanías del casco urbano se encuentra la colonia menonita Reinfeld, establecida en 1948 por familias de origen alemán-canadiense. Esta comunidad, compuesta por alrededor de 80 familias, mantiene tradiciones culturales y lingüísticas propias, como el uso del bajo alemán. Su economía se basa principalmente en la agricultura, destacándose cultivos de soja, maíz y sorgo.

## Administración y política
La administración de San Ignacio Guazú se rige por la Ley Orgánica Municipal, Ley N.º 3966/10, que establece el marco legal para el funcionamiento de los gobiernos municipales en Paraguay. Según esta ley, el municipio tiene autonomía para gestionar sus propios recursos y servicios, y se organiza a través de dos órganos principales: la Junta Municipal y la Intendencia Municipal.
La Junta Municipal de San Ignacio Guazú es el órgano deliberante y legislativo, encargado de aprobar ordenanzas y leyes locales. Está conformada por concejales elegidos por el voto popular. La Intendencia Municipal, por su parte, está a cargo de la gestión administrativa y ejecutiva, liderada por el intendente municipal, quien también es elegido por sufragio.
El gobierno municipal tiene la responsabilidad de gestionar los recursos locales, llevar a cabo obras públicas, promover el desarrollo económico y social de la ciudad, y brindar servicios esenciales a la población. También tiene competencias en áreas como la seguridad ciudadana, la educación, la salud y el bienestar social.

## Economía
San Ignacio Guazú es un importante centro de comercio, ganadería y agricultura, además de la riqueza histórica y cultural. Con su ubicación estratégica, en el centro del departamento, y con varios tramos camineros, su población es la de mayor índice de dinamismo y económicamente activa del departamento de Misiones.
Existen varias financieras y bancos. Por citar algunas se encuentran el Banco Nacional de Fomento, Banco Continental, Banco Familiar, Banco Itapúa, Visión Banco, Banco BBVA, Banco Itaú, Ueno Bank, Financiera El Comercio, Financiera Interfisa, Financiera Paraguaya Japonesa, entre otros; y cooperativas como Coopasi, Universitaria y Coopersanjuba.

## Cultura
San Ignacio Guazú presenta una configuración cultural resultado de la interacción histórica entre elementos de origen indígena, criollo, jesuítico y, en menor medida, menonitas. Esta superposición de matrices culturales ha generado una estructura identitaria heterogénea, observable en prácticas religiosas, expresiones artísticas y hábitos sociales.

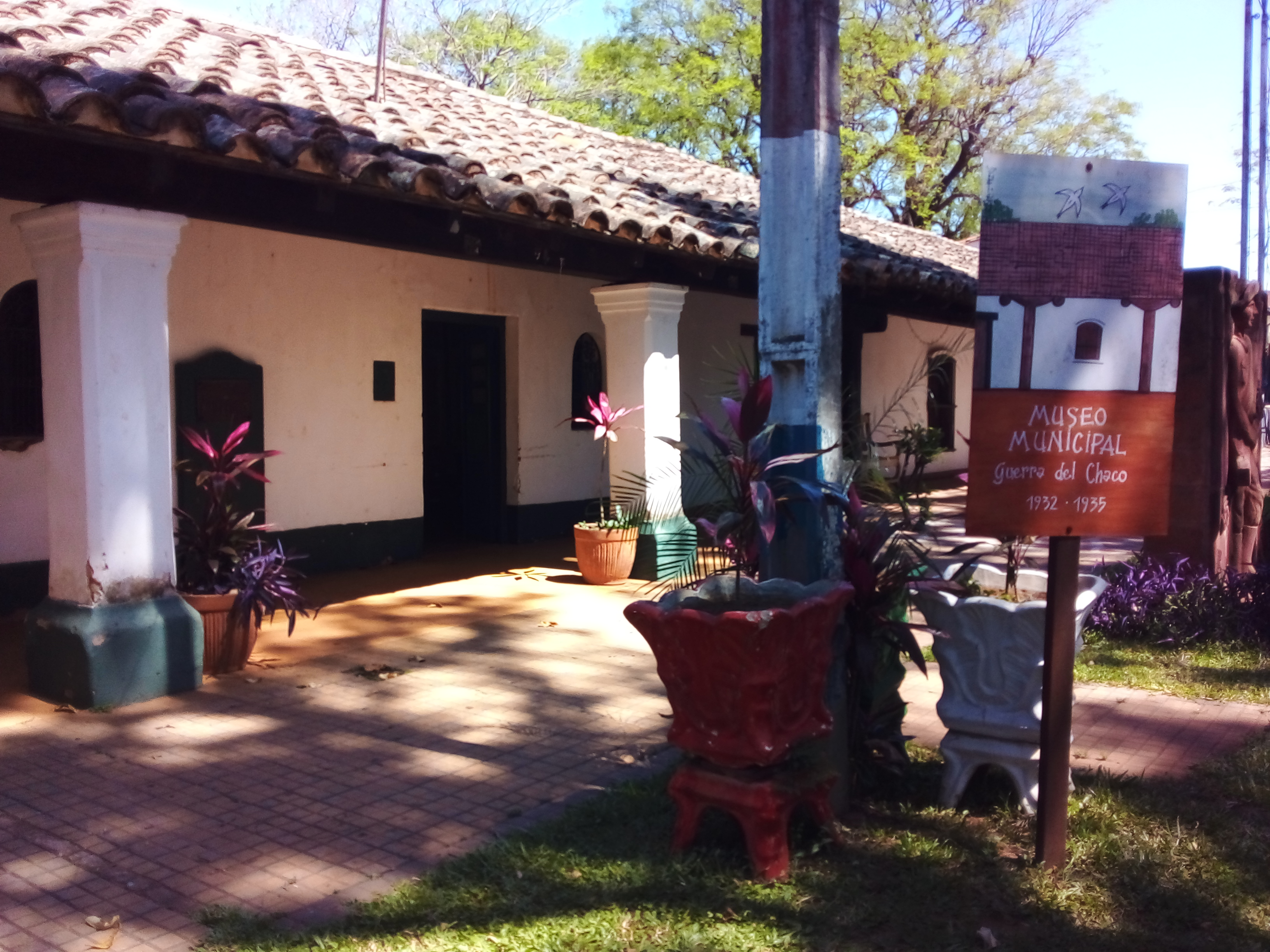
Casona donde funciona el Museo Semblanzas de Héroes (San Ignacio Guazú).

La ciudad posee un acervo artístico y religioso vinculado al barroco hispano-guaraní, lo que ha motivado su designación como «Capital del Barroco Hispano-Guaraní». Se conservan esculturas, tallas litúrgicas y piezas del periodo misional, expuestas en la Iglesia principal y en instituciones como el Museo Semblanza de Héroes, donde también se encuentran colecciones sobre la guerra del Chaco y la guerra de la Triple Alianza. Asimismo, se destacan la Casa de la Cultura y el Centro de Documentación de la Dictadura Stronista, ambos ubicados en edificaciones de arquitectura colonial.
La actividad religiosa incluye eventos de carácter comunitario como la procesión de Tañarandy, desarrollada anualmente durante el Viernes Santo. Este acto incorpora un vía crucis iluminado con candiles, acompañado por cantos litúrgicos tradicionales y representaciones escénicas denominadas «cuadros vivientes», basadas en composiciones pictóricas de origen europeo.

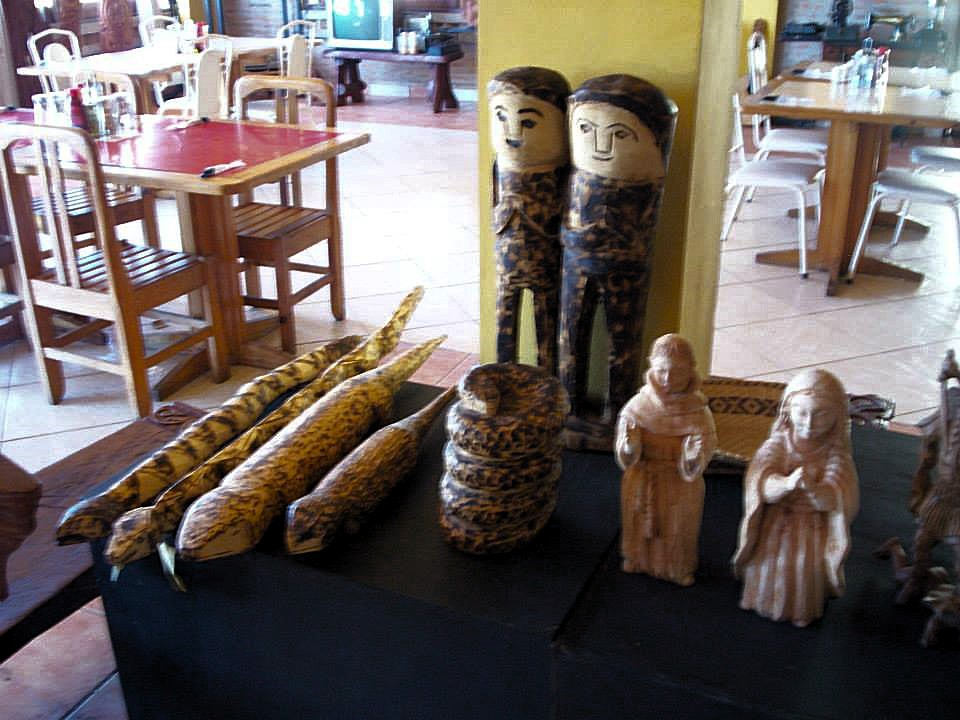
Tallados en madera de diferentes motivos (San Ignacio Guazú).

En el plano alimentario, se registran preparaciones tradicionales como la chipa y el mbejú, asociadas a la fusión entre técnicas culinarias guaraníes y criollas. En cuanto a la producción artesanal, persisten prácticas como la cerámica, el tallado en madera, la cestería y los tejidos tradicionales, entre ellos el ñandutí y el ao po'i.
En lo musical, géneros como la polka paraguaya, la guarania y el rasguido doble forman parte del repertorio local, con presencia frecuente en contextos religiosos y sociales.

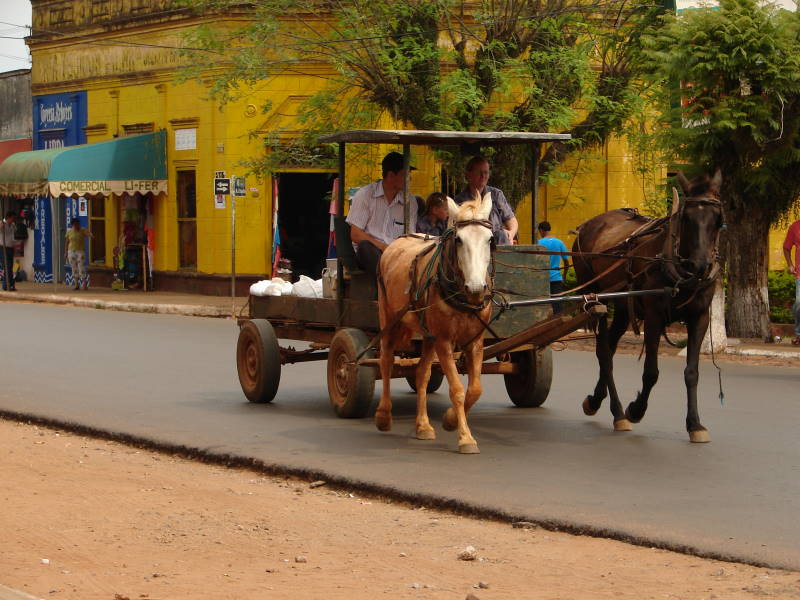
Una pareja de origen menonita desplazándose en su transporte tradicional en el centro de la ciudad, año 2006.

La población menonita, aunque minoritaria, ha contribuido a la dinámica agroproductiva mediante sistemas de producción agrícola y ganadera. Mantienen patrones culturales específicos en cuanto a idioma, indumentaria y organización comunitaria, con énfasis en la autosuficiencia y en una estructura normativa de base religiosa.

## Religión

### Historia y estructura eclesiástica
San Ignacio Guazú fue fundada en 1609 como la primera reducción jesuítica en el actual territorio paraguayo, bajo la dirección del sacerdote Roque González de Santa Cruz. Esta misión constituyó un centro de organización social, evangelización y producción cultural de comunidades guaraníes bajo la administración de la Compañía de Jesús.
En el presente, la jurisdicción eclesiástica está representada por la Parroquia San Ignacio Guazú, dependiente de la Compañía de Jesús, la cual opera en zonas urbanas y rurales del distrito. El encargado pastoral actual es el presbítero Cristino Quiñónez, S.J.

### Patrimonio religioso y artístico

#### Museo Diocesano de Arte Jesuítico-Guaraní
El Museo Diocesano de Arte Jesuítico-Guaraní, situado en el antiguo colegio indígena de la época colonial, alberga una colección patrimonial compuesta por tallas en madera policromada, arte sacro, documentos históricos y objetos litúrgicos pertenecientes al periodo jesuítico. El museo se encuentra estructurado en cuatro salas temáticas: (1) La Creación, (2) La Redención, (3) Historia de Cristo en la Iglesia y (4) La Compañía de Jesús.

#### Iglesia de San Ignacio Guazú

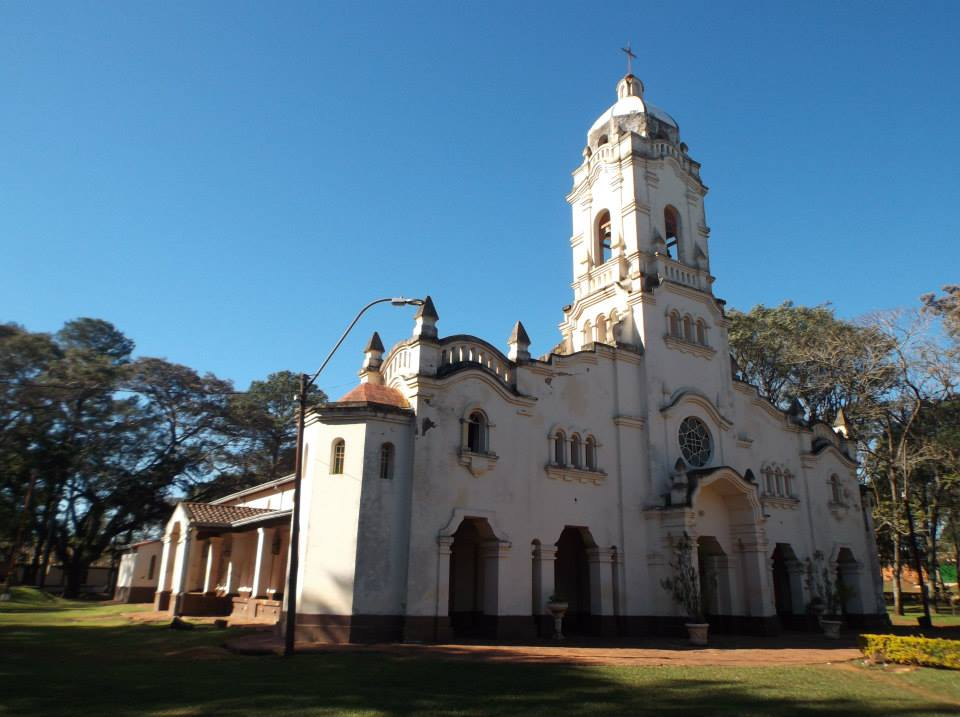
Iglesia de San Ignacio Guazú.

En el centro urbano de San Ignacio Guazú se levanta la iglesia parroquial, construida entre 1919 y 1932 sobre los restos del antiguo templo jesuítico. La edificación, de estilo neorrománico con elementos del barroco hispano-guaraní, conserva imágenes y tallas del periodo misional. Su construcción fue impulsada por la Comisión Pro Templo con amplio respaldo popular, incluyendo la participación de familias y trabajadores locales. Entre los constructores figuran Teodoro y Eugenio Pérez López, los hermanos Ferloni, y otros vecinos. La obra recibió un nuevo impulso con el retorno de los jesuitas durante la guerra del Chaco.

### Expresiones religiosas contemporáneas
En el ámbito de las manifestaciones religiosas contemporáneas, se destaca la celebración anual de la Semana Santa en la comunidad de Tañarandy, área periférica de San Ignacio Guazú. Esta tradición, iniciada en 1992 por el artista plástico Koki Ruiz (fallecido en 2025), consiste en una procesión a lo largo del sendero denominado Yvága rape (en guaraní, «Camino al cielo»), iluminado mediante velas y antorchas. En dicho trayecto se disponen instalaciones artísticas conocidas como «cuadros vivos», que representan escenas de la Pasión de Cristo. Estas representaciones son acompañadas por cánticos litúrgicos tradicionales interpretados por los denominados «estacioneros».

## Educación

### Universidades

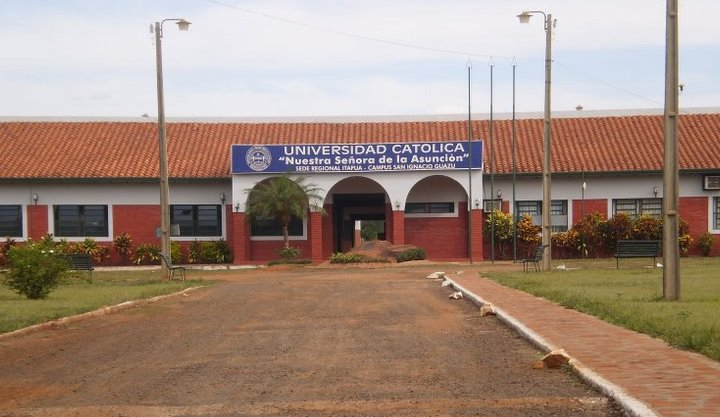
Entrada a la Universidad Católica de Asunción, campus San Ignacio Guazú.

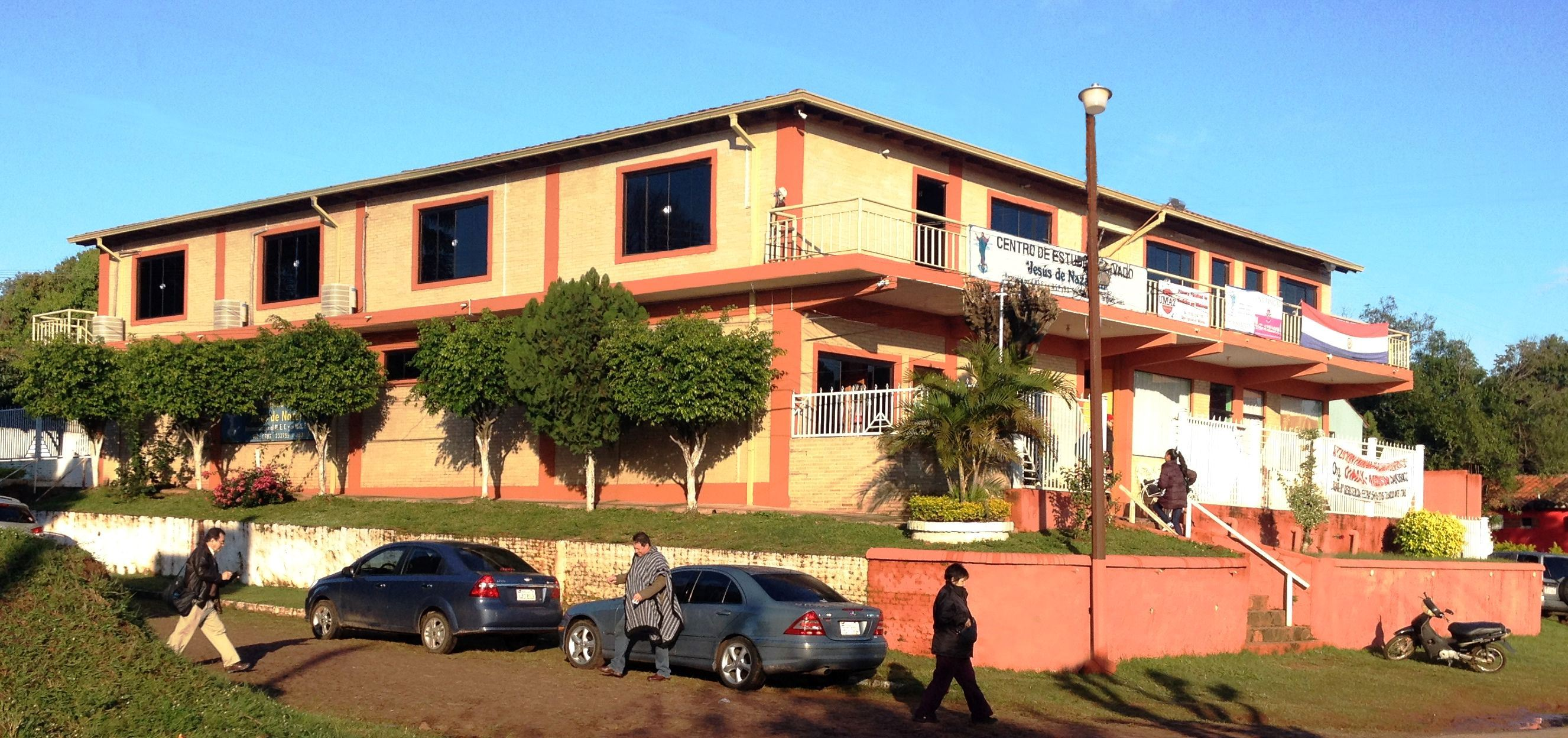
Fachada del Instituto Técnico Superior «Jesús de Nazareth».

San Ignacio Guazú es un centro educativo clave en el Departamento de Misiones, con una oferta variada en educación superior y formación técnica. La ciudad alberga universidades como la Universidad Católica de Asunción (UCA), la Universidad Nacional de Misiones (Unamis), la Universidad Nacional de Pilar (UNP), la Universidad del Norte (Uninorte), la Universidad Politécnica y Artística del Paraguay (UPAP) y la Universidad Técnica de Comercialización y Desarrollo (UTCD), que ofrecen programas en diversas disciplinas, tanto presenciales como a distancia.
En formación técnica, están el Instituto de Formación Docente (IFD) y el Instituto Superior Técnico «Jesús de Nazareth», además de centros como el Servicio Nacional de Promoción Profesional (SNPP), el Sistema Nacional de Formación y Capacitación Laboral (Sinafocal) y Kolping, que brindan capacitación en oficios y habilidades laborales.

### Colegios
A continuación, se presenta una lista de los principales colegios de San Ignacio Guazú, detallando su tipo, turno y las especialidades que ofrecen en los niveles de educación secundaria y bachillerato.
| Nombre de la institución                           | Tipo                   | Turno                | Educación Secundaria    | Educación Secundaria                                                          |
| Nombre de la institución                           | Tipo                   | Turno                | Bachillerato Científico | Bachillerato Técnico                                                          |
| -------------------------------------------------- | ---------------------- | -------------------- | ----------------------- | ----------------------------------------------------------------------------- |
| Centro Educativo Agroecológico San Isidro Labrador | Privado- subvencionado | Interno              | No                      | - Agropecuario                                                                |
| Colegio San Vicente de Paúl                        | Privado- subvencionado | Mañana               | Sí                      | - Informática                                                                 |
| Colegio Nacional Augusto Roa Bastos                | Público                | Mañana               | Sí                      | No                                                                            |
| Colegio Nacional Don Julio Afara                   | Público                | Mañana               | Sí                      | No                                                                            |
| Colegio Nacional Egidio Ruiz Aranda                | Público                | Tarde                | Sí                      | No                                                                            |
| Colegio Nacional Martin Rolón                      | Público                | Tarde                | Sí                      | No                                                                            |
| Colegio Nacional Padre Luis Parola                 | Público                | Noche                | Sí                      | No                                                                            |
| Colegio Nacional Prof. Dr. Luis María Argaña       | Público                | Mañana               | Sí                      | No                                                                            |
| Colegio Nacional San Ignacio de Loyola             | Público                | Mañana, Tarde        | No                      | - Contabilidad - Informática                                                  |
| Colegio Nacional San Ignacio                       | Público                | Noche                | Sí                      | No                                                                            |
| Colegio Nacional San Javier                        | Público                | Mañana               | Sí                      | No                                                                            |
| Colegio Nacional Santa Rita                        | Público                | Tarde                | Sí                      | No                                                                            |
| Colegio Nacional de EMD Don Rigoberto Caballero    | Público                | Mañana, Tarde, Noche | Sí                      | - Contabilidad - Electricidad - Mecánica general - Administración de negocios |
| Eco Colegio Paraguay                               | Privado                | Mañana, Tarde        | No                      | - Salud                                                                       |
| Liceo Nacional Comandante Eduardo Ramírez          | Público                | Mañana               | Sí                      | No                                                                            |

## Medios de comunicación
En la ciudad de San Ignacio Guazú operó la publicación periódica denominada Revista Sense. Paralelamente, en dicha localidad funcionan diversas emisoras radiofónicas, distribuidas en los sistemas de amplitud modulada (AM) y frecuencia modulada (FM), entre las cuales se incluyen: AM 1040 Arapysandú; FM 93.3 Del Sol; FM 88.1 Comunitaria Monseñor Pastor Bogarín Argaña; FM 89.7 San Ignacio; FM 93.7 Unasur; FM 92.7 Tenonde; y FM 96.3 Libertad.

## Ciudades hermanadas
- San Ignacio, Argentina (2015)